# Táxi em Londres

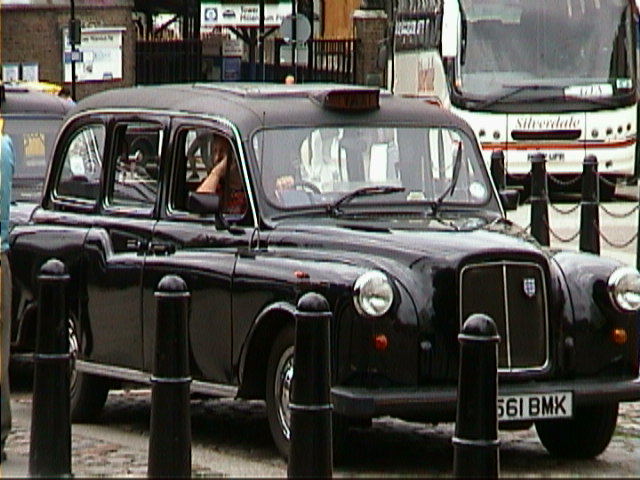
Um táxi de Londres